# 1990年の日本の女性史
1990年の日本の女性史（1990ねんのにほんのじょせいし）は、1990年（平成2年）の日本における女性に関するできごとを時系列的に挙げる。
本項目は歴史研究としての女性史ではなく、日本における女性に関するできごとをある体系に基づいて述べようとするものではない。
- 1月13日 厚生省の私的諮問機関が日本の出生数減少をにらんでの報告書「これからの家庭と子育てに関する懇談会」をまとめ、育児の環境整備などを提言
- 2月11日 「自由・安全・力をとりもどそう!3・17性暴力とたたかう女たちのTOKYOアクション」、性暴力とたたかう女たちのネットワーク'90主催、宮下公園で
- 2月18日 第39回衆議院議員総選挙、女性12人当選、自民党安定多数
- 2月- 東京都青年の家事件、東京都府中青年の家で、合宿中の同性愛グループへの差別事件
- 2月- 行動する女たちの会、パンフレット「さよならボーイファースト、男女別出席簿を考える」を発表、「男が先」の出席簿に疑義
- 4月12-13日 日 シンポジウム「明日をひらく女性--日本とドイツの視点」 、朝日新聞社・東京ドイツ文化センター主催
- 4月14日 国際花と緑の博覧会、ミス・コンテストを実施、女性団体反対行動
- 4月23-24日 お茶の水女子大学女性文化センター「『母性』をめぐる日独シンポジウム」
- 5月- 大韓民国盧泰愚大統領訪日、国会で慰安婦問題の調査を要求、日本政府は「民間業者の行為である」と国の関与を否定
- 5月15-17日 雑誌『婦人之友』の読者会「全国友の会」が創立60周年記念大会を開催
- 5月26日 アジアの女性たちの会「開発・援助と女性」シンポジウム
- 5月28日 最高裁、男女の定年格差の段階的解消について、違法と判決
1984年、定年は男子62歳・女子57歳とした就業規則に基づいて解雇を言い渡された女子職員が、就業規則の男女別定年制は違法として広島地方裁判所に提訴し、就業規則は違法であり解雇無効の判決が出た。雇用主である（財）放射線影響研究所は、男女別定年制を段階的に解消する案を示して広島高等裁判所に提訴。最高裁判決は、段階的解消案においても男女差別は変わらず違法であることには変わりないとした。
- 7月4日 東京地裁、男女昇格差別訴訟に対し、男子職員だけを昇級・昇格するのは違法と判決
男子職員については勤続年数だけを基準として一律の昇格措置をとっているのに対し、同一の採用試験で採用されて同一の業務内容を担当し職務上の等級も等しい女子職員については昇格させないのは違法と、雇用主である社会保険診療報酬支払基金を被告として女子職員18名が提訴していた。被告は、男女間の格差の段階的是正のための協約があるから違法はでないと主張したが、東京地裁判決は、段階的是正自体も男女差別であるとした。
12月25日 東京高裁での控訴審で和解が成立。男性昇格基準である勤続年数に達していた女子職員（原告等18名だけでなく、148名）も昇格したものとして措置され、差額賃金等が支払われた。
- 7月5日 チャイコフスキー国際コンクールのヴァイオリン部門で諏訪内晶子優勝、日本人初
- 7月20日 日本婦人法律家協会、創立40周年を迎えシンポジウム開催
- 8月15日 戦争への道を許さない女たちの連絡会、第10回目の「反戦マラソン演説会」
- 8月- 東京都生活文化局、東京都女性問題調査研究報告書「性の商品化に関する研究」を発表
- 8月- 労働省、女性専用公共職業安定所「レディース・ハローワーク」設置方針を決定
全国に12ヶ所設置され、男女雇用機会均等法が改正されて以後は「両立支援ハローワーク」と改称し、全国に広がった。育児・介護・家事と職業を両立させることができるよう、各種情報の提供再就職の支援を行っている。サービス対象は男女問わず。
- 8月- 第17回国際歴史学会議、初めての女性史部門を設置
- 9月1日 アリコジャパン、乳癌・子宮癌・卵巣癌など女性特有の癌を対象にした「女性専用がん保険」を発売
- 9月7日 東京都知事、「ミス東京コンテスト」審査員を辞退
- 9月- 米国人女性を代理母として日本人の子ども4人が誕生したことが判明
- 9月- 足立区女性総合センター、「男性改造講座」を開講
- 9月17日 長野地方裁判所、重度のアルツハイマー病の59歳の妻相手に離婚訴訟を起こした42歳の夫に離婚を認める判決。同病理由の離婚訴訟は全国で初めて
- 9月21日 梶山静六法務大臣、新宿の外国人売春婦一斉摘発に立ち会い、人種差別および女性差別発言
梶山法相は「新宿区内の繁華街が東南アジア系等外国人による売春地帯となっている」、更に「悪貨が良貨を駆逐するように、アメリカにクロ（黒人）が入って、シロ（白人）が追い出されるというように、黒と白が混住している状態」等と発言した。
- 10月1日 JR東日本、1車両丸ごと女性専用車両を寝台特急「あけぼの」・「はくつる」・「ゆうずる」に連結。料金は一般のB寝台車と同じ。
- 10月17日 韓国女性団体連合、慰安婦問題に関して謝罪と調査を要求して日本政府に公開状
- 10月20日 女の人権と性実行委員会による緊急シンポジウム「出生率低下--女たちは発言する」、飯田橋の家の光会館で
- 10月- 日本経済団体連合会がセクシャルハラスメントの未然防止を呼びかけた解説書を出版
- 10月- 資生堂と東京農工大学、女性の小じわの測定法を共同開発
- 11月- 長野地方裁判所、留置女性の全裸検査は人権侵害と認める。
- 11月3日 山川菊栄生誕百年を記念する会「山川菊栄生誕百年記念シンポジウム」
- 11月3日 日本婦人有権者同盟、創立80周年を迎え、記念シンポジウム開催
- 11月5日 女性のための初の夕刊紙『TOKYO Lady Long』創刊
3ヶ月で廃刊となった。
- 11月20日 フィリピン政府、女性の日本への出稼ぎ規制
- 11月- 韓国挺身隊問題協議会 結成
- 12月10日 東京高裁、売春クラブのピンクチラシ印刷について、印刷業者にも売春周旋罪の幇助が成立すると認定

## この年
- 東京都労働経済局「女性の労働相談」、相談は前年度に比べ7.5%増の1万158件、うちセクハラ問題が373件
- 総理府「女性の就業に関する世論調査」、望ましい再就職はパートタイムとの回答が61%、フルタイム17%
- 青年海外協力隊に女性の応募が増加、男1852人、女1907人
- 女性職業財団「女性管理職調査」、女性の管理職5%未満の企業が9割、セクハラ体験は43%
- 厚生省「厚生白書」、出生数低下の理由を(1)子どもを産む年齢の女性の減少(2)晩婚化(3)子育ての経済的・精神的負担、就労との両立や住宅事情など、と分析
- 厚生省人口動態統計、合計特殊出産率が過去最低の1.57
「1.57ショック」といわれ社会的にも関心を集めた。女と男がそれぞれ25.8歳、28.5歳で結婚すると、その出生率が1.57。その子が同じくらいの年齢で結婚するとすれば、少なくとも妻は40代から、夫は40代後半からエンプティ・ネスト期（夫婦2人だけの生活期）に入り、平均寿命は女81.39歳、男75.6歳だから、エンプティ・ネスト期が35年近く続くことになる。
- 厚生省発表、1989年の日本人の初婚年齢は女25.8歳、男28.5歳でともに史上最高
- 労働省「女性雇用管理基本調査結果」、技術系職種では5割の企業が「男子のみ」募集
- 労働省発表、1989年の女性雇用者数は1749万人で15歳以上の女性人口の34.2%、女子学生は100万人を突破
- 総理府「墓地に関する世論調査」、夫の墓に入りたくない妻が増加
- 列国議会同盟調査によると、1989年6月現在、世界130ヵ国の国会議員（下院・衆議院）に占める女性の割合の平均は12.7%、日本は1.4%で世界112位